# Spinatimonomma novaguinense
Spinatimonomma novaguinense es una especie de coleóptero de la familia Monommatidae.

## Distribución geográfica
Habita en Nueva Guinea.